# Caronte de Lámpsaco
Caronte o Carón (Xάρων) de Lámpsaco, Lampsaco o Lampsakos (nacido en la colonia griega de Lámpsaco Λάμψακος, en Misia, ca. 500 a. C. - muerto aproximadamente alrededor del 465 a. C.), fue un logógrafo, uno de los primitivos historiadores que se distinguían de los poetas épicos por escribir en prosa, para audiciones públicas sobre temas históricos y etnográficos, tanto de su ciudad natal y de la Hélade como de lugares lejanos (se le atribuyen obras sobre Persia, Libia o Etiopía).
Se ha conservado el nombre de su padre: Pitocles.
Según Tertuliano, era anterior a Heródoto. Como éste, escribía en dialecto jónico.

## Obras
- Persiká (Περσικά -"Pérsica"-), donde narra en forma de crónica anual las guerras médicas. Se centra en la figura de Temístocles, y realiza numerosas digresiones de carácter etnográfico.
- Aithiopiká (Αἰθιοπικά -"Etiópica"-), de la que solo quedan fragmentos.[2]
- Libyká (Λιβυκά -"Líbica"-)
- Helleniká (῾Ελληνικά -"Helénica"-)
- Ktíseis poleon (Kτίσεις πόλεων -"Fundación de la ciudad"-)
- Orói tòn Lampsacôn (Ωροι τῶν Λαμπσακῶν -"Anales de Lámpsaco"-)
- Peri Lámpsakon (Περὶ Λαμψάκου -"En torno a Lámpsaco"-)
- Periplos o ekτòs ton Herakleion stelôn (Περίπλους ὁ ἐκτὸς τῶν Ἡρακλείων στηλῶν -"Periplo de los mares hasta la colonia de Heraclión"-)
- Kretiká (Κρητικά -"De Creta"-)
- Prytáneis e Arkhontes oi ton Lakedaimonion (Πρυτάνεις ἢ Ἄρχοντες οἱ τῶν Λακεδαιμονίων -"Pritanos y arcontes de los lacedemonios"-)